# Фенисьен
Фенисьен (синонимы: феницин, ротеин или фениловая коричневая) — краска, которая по химическому составу отвечает динитрофенолу и приготовляется воздействием смеси азотной и серной кислот на карболовую кислоту. Желтоватый порошок, трудно растворимый в воде, водный раствор от щелочей окрашивается в синий цвет. 
Окрашивает шерсть и шёлк без содействия протрав в различные оттенки коричневого цвета. Взрывается при нагревании и в настоящее время в красильной практике не употребляется.